# Сенекерім
Сенекерім (*Սենեքերիմ, д/н — 1096) — 5-й цар Сюнікського царства з 1084 до 1096 року.

## Життєпис
Походив з роду князів Хачену. Син Севади, князя Хачену, та Софії. Завдяки його сестрі Шахандухт II здобув вплив при дворі сюнікського царя Григора I. Отсанній у 1072 році оголосив Сенекеріма своїм спадкоємцем, а можливо також зробив співцарем. Остаточно успадкував владу близько 1084 року.
Задля забезпечення миру з сельджуками Сенекерім вирушив до Ісфагану, де визнав зверхність султана Мелік-шаха I. Завдяки вмілій дипломатії протягом 1080-х років повністю відновив Сюнікське царство, ставши навіть іменуватися царем Вірменії. На 1091 рік царство мало 43 фортець, 48 монастирів і 1008 сіл, 1 місто й кілька селищ.
У 1092 році після смерті покровителя Сенекеріма — Мелік-шаха — становище Сюнікського царства погіршилося. Проти Сенекеріма виступили атабеки Аррана, які фактично правили замість молодого сельджуцького намісника Мухаммада Тапара. Причини цього невідомо, ймовірно Сенекерім намагався скористатися боротьбою в Сельджуцькій імперії задля повалення іноземної влади. Зрештою у 1094 році він зазнав поразки. Проте отаборився у гірській фортеці багаберд, де чинив впертий спротив. Зрештою царя було підступно вбито під час перемовин 1096 року. Його царство було сплюндровано. Але владу перейняв старший син Сенекеріма — Григор II.